# جایزه بزرگ اتریش ۱۹۸۲
جایزه بزرگ اتریش ۱۹۸۲ (انگلیسی: ‎1982 Austrian Grand Prix‎) یک مسابقهٔ موتوری در رشتهٔ اتومبیل‌رانی فرمول یک بود که در تاریخ ۱۵ اوت ۱۹۸۲ در آسترایش‌رینگ واقع در اسپیلبرگ، اشتایریا، اتریش برگزار شد. این گراند پری در میان ۱۶ گراند پری در فصل ۱۹۸۲، مسابقهٔ شمارهٔ ۱۳ بود.
در این مسابقه که در ۵۳ دور و به مسافت ۳۱۴٫۹۲۶ کیلومتر (۱۹۵٫۶۸۶ مایل) برگزار شد، پول پوزیشن توسط نلسون پیکه کسب شد و سریع‌ترین زمان برای طی یک دور پیست که برابر با ۱:۳۳٫۶۹۹ بود نیز توسط نلسون پیکه به ثبت رسید.
الیو دو آنجلیس از تیم لوتوس-فورد، ککه روسبرگ از تیم ویلیامز-فورد و ژاک لافیت از تیم لیجیه-ماترا به‌ترتیب مقام‌های اول تا سوم مسابقه را کسب کردند.

## رده‌بندی قهرمانی پس از مسابقه
| جایگاه | راننده      | امتیاز |
| ------ | ----------- | ------ |
| ۱      | دیدیه پرونی | ۳۹     |
| ۲      | ککه روسبرگ  | ۳۳     |
| ۳      | جان واتسون  | ۳۰     |
| ۴      | نیکی لائودا | ۲۶     |
| ۵      | آلن پروست   | ۲۵     |
| منبع:  |             |        |

| جایگاه | سازنده       | امتیاز |
| ------ | ------------ | ------ |
| ۱      | فراری        | ۶۴     |
| ۲      | مک‌لارن-فورد  | ۵۶     |
| ۳      | ویلیامز-فورد | ۴۶     |
| ۴      | رنو          | ۴۴     |
| ۵      | لوتوس-فورد   | ۲۹     |
| منبع:  |              |        |

یادداشت
- تنها پنج جایگاه نخست از هر رده‌بندی نمایش داده شده است.